# Кешлак-е Башір
Кешлак-е Башір (перс. قشلاق بشير) — село в Ірані, у дегестані Хошкруд, у Центральному бахші, шахрестані Зарандіє остану Марказі. За даними перепису 2006 року, його населення становило 0 осіб, що проживали у складі 0 сімей.